# Creed Humphrey
(en) Statistiques sur pro-football-reference
Creed Humphrey (né le 28 juin 1999 à Shawnee) est un sportif professionnel américain de football américain jouant au poste de centre dans la National Football League (NFL).
Sélectionné en 63e choix global au deuxième tour de la draft 2021 par la franchise des Chiefs de Kansas City, il y remporte les Super Bowls LVII et LVIII,. Il est également sélectionné pour les Pro Bowl Games 2023, 2024 et 2025.
Au niveau universitaire, il a joué dans la NCAA Division I FBS pour les Sooners de l'université de l'Oklahoma de 2017 à 2020. Il y est désigné meilleur joueur de ligne offensive de la conférence Big 12 en 2019 et 2020, tout en étant sélectionné dans la première équipe de cette conférence lors des même saisons,.